# فلورا فينش
فلورا فينش (بالإنجليزية: Flora Finch)‏ هي ممثلة بريطانية (وحملت سابقاً جنسية المملكة المتحدة لبريطانيا العظمى وأيرلندا)، ولدت في 17 يونيو 1867 بلندن في المملكة المتحدة، وتوفيت في 4 يناير 1940 بلوس أنجلوس في الولايات المتحدة.

## أعمال

### أفلام
- (1914) قلوب وألماسات
- (1936) سان فرانسيسكو
- (1937) طريق الخروج من الغرب

## وصلات خارجية
- فلورا فينش على موقع IMDb (الإنجليزية)
- فلورا فينش على موقع قاعدة بيانات الفيلم (الإنجليزية)